# The Sound Pattern of English
 (novembre 2017).
Si vous disposez d'ouvrages ou d'articles de référence ou si vous connaissez des sites web de qualité traitant du thème abordé ici, merci de compléter l'article en donnant les références utiles à sa vérifiabilité et en les liant à la section « Notes et références ».
The Sound Pattern of English (Modèle sonore de l'anglais, souvent l'acronyme SPE lui fait référence) est un travail de phonologie né en 1968 avec Noam Chomsky et Morris Halle.

## Description
Il présente une vision de la phonologie de l'Anglais et a été très influent. Chomsky et Halle introduisent une vision de la phonologie comme un sous-système linguistique, séparé des autres composants de la grammaire. Ce système phonologique transforme une séquence phonémique selon les règles et les productions de la forme phonétique dite par celui qui parle. Cette théorie est dans la continuité de la pensée de Chomsky en ce qui concerne la grammaire générative.
Les sons peuvent être classés selon s'ils sont plus ou moins : haut, arrières, nasaux, antérieurs etc. Les composants phonologiques de toute entrée lexicale sont considérés comme étant une séquence linéaire des caractéristiques sonores.
La critique majeure de cette théorie est qu'elle ne tient pas compte de la diachronie (la perspective historique) pour ne s'attarder que sur la synchronie.